# 打ち粉
打ち粉（うちこ）は、食品の製造等において生地同士の付着を抑えて作業性を上げるために使用される粉。食品の種類（レシピ）に合わせて、強力粉や薄力粉、そば粉などが用いられる。
麺や餅の加工では、麺の場合は「打ち粉」、餅の場合は「とり粉（餅とり粉）」と呼ぶことが多い。パンやクッキーなどの生地の加工にも用いられ、料理では手粉ともいう。食品工業上はチューインガムやマシュマロなどの製造にも用いられる。なお、料理用語としては揚げ物の調理する際に素材と衣をつなぐために予め素材に粉を付けることを指すこともある。

## 特性
麺や餅の製造では原料の粉と同じ種類の粉を打ち粉に用いることが多かった。しかし、食品工業上は食品の産業化とともに、打ち粉としての特性の安定化と製品の流通時の品質の安定が求められるようになり、特に生麺では純度が高く腐敗しにくい材料が求められた。そのため食品工業上はでん粉やその加工品が用いられるようになっており、一般的にはばれいしょでん粉、コーンスターチ、サゴでん粉、タピオカでん粉の加工品が主に使われている。